# Thompsonville (Connecticut)
Pour les articles homonymes, voir Thompsonville (homonymie).
Thompsonville est une census-designated place située dans les limites d'Enfield dans le comté de Hartford au Connecticut (États-Unis). Lors du recensement de 2010, sa population s’élevait à 8 577 habitants.

## Géographie
Selon le Bureau du Recensement des États-Unis, la superficie de la ville est de 6,1 km2, dont 5,5 km2 de terres et 0,6 km2 de plans d'eau (soit 9,70 %).

## Démographie
D'après le recensement de 2000, il y avait 8 125 habitants, 3 442 ménages, et 1 896 familles dans la ville. La densité de population était de 1 465,9 hab/km2. Il y avait 3 728 maisons avec une densité de 672,6 maisons/km2. La décomposition ethnique de la population était : 90,01 % blancs ; 3,96 % noirs ; 0,33 % amérindiens ; 1,61 % asiatiques ; 0,05 % natifs des îles du Pacifique ; 1,50 % des autres races ; 2,54 % de deux ou plus races. 4,70 % de la population était hispanique ou Latino de n'importe quelle race.
Il y avait 3 442 ménages, dont 29,5 % avaient des enfants de moins de 18 ans, 33,3 % étaient des couples mariés, 17,0 % avaient une femme qui était parent isolé, et 44,9 % étaient des ménages non-familiaux. 36,5 % des ménages étaient constitués de personnes seules et 11,5 % de personnes seules de 65 ans ou plus. Le ménage moyen comportait 2,28 personnes et la famille moyenne avait 3,02 personnes.
Dans la ville la pyramide des âges était 25,5 % en dessous de 18 ans, 8,2 % de 18 à 24, 34,0 % de 25 à 44, 16,6 % de 45 à 64, et 15,7 % qui avaient 65 ans ou plus. L'âge médian était 35 ans. Pour 100 femmes, il y avait 90,4 hommes. Pour 100 femmes de 18 ans ou plus, il y avait 86,6 hommes.
Le revenu médian par ménage de la ville était 39 154 dollars US, et le revenu médian par famille était 42 692 $. Les hommes avaient un revenu médian de 38 000 $ contre 29 550 $ pour les femmes. Le revenu par habitant de la ville était 19 851 $. 7,3 % des habitants et 9,2 % des familles vivaient sous le seuil de pauvreté. 11,8 % des personnes de moins de 18 ans et 12,0 % des personnes de plus de 65 ans vivaient sous le seuil de pauvreté.